# Prie et creuse ta tombe
Pour plus de détails, voir Fiche technique et Distribution.
Prie et creuse ta tombe (Prega Dio... e scavati la fossa!) est un western spaghetti italien sorti en 1968, réalisé par Edoardo Mulargia (même si certaines sources rapportent que ce serait Demofilo Fidani qui l'aurait réalisé en réalité).

## Synopsis
Fernando retourne au Mexique, mais son village est sous la coupe d'une bande de criminels conduits par Cipriano.

## Fiche technique
- Titre français : Prie et creuse ta tombe
- Titre original italien : Prega Dio... e scavati la fossa!
- Autre titre italien : Gringo, preparati la fossa[2]
- Genre : western spaghetti
- Réalisateur : Edoardo Mulargia (sous le pseudo d'Edward G. Muller)
- Scénario : Corrado Patara, Edoardo Mulargia (sous le pseudo d'Edward G. Muller), Nino Massari
- Production : Demofilo Fidani, pour Mila Cinematografica
- Photographie : Franco Villa
- Format d'image : 2.35:1
- Montage : Piera Bruni
- Durée : 83 min
- Effets spéciaux : Vitantonio Ricci
- Musique : Marcello Gigante
- Décors : Demofilo Fidani, Mila Vitelli Valenza
- Costumes : Mila Vitelli Valenza
- Maquillage : Gennaro Visconti
- Pays de production :  Italie
- Dates de sortie en salle : 
  - Italie : 1968
  - France : 20 février 1970[2]

## Distribution
- Robert Woods : Fernando Tamayo
- Jeff Cameron : Cipriano
- Cristina Penz : Consuelo
- Selvaggia : Maria Carmen
- Paco Hermandariz : Paco
- Léa Nanni : Asuncion
- Carlo Gaddi : un pistolero avec Don Enrique
- Simonetta Vitelli (sous le pseudo de Simone Blondell) : la femme de chambre de Don Enrique
- Calisto Calisti : Don Enrique
- Fedele Gentile : Ramirez
- Celso Faria : Ignazio
- Lino Coletta : un pistolero
- Giovanni Ivan Scratuglia : lieutenant
- Carmelo Artale : prêtre
- Paolo Figlia : un complice de Cipriano
- Fabian Cevallos
- Tommy Roy
- Vito Cipolla : Juan
- Mario Pennisi : barman